# Scopula catenaria
Scopula catenaria är en fjärilsart som beskrevs av Jean Baptiste Boisduval 1846. Scopula catenaria ingår i släktet Scopula och familjen mätare. Inga underarter finns listade.